# Магуреле (Бистрица-Насауд)
Магуреле (рум. Măgurele) насеље је у Румунији у округу Бистрица-Насауд у општини Маришелу. Oпштина се налази на надморској висини од 372 m.

## Становништво
Према подацима из 2002. године у насељу је живело 286 становника, од којих су сви румунске националности.